# Bélgica nos Jogos Olímpicos de Inverno da Juventude de 2012
A Bélgica nos Jogos Olímpicos de Inverno da Juventude de 2012, realizados em Innsbruck, na Áustria foi representada por sete atletas em cinco modalidades esportivas diferentes.

## Medalhas conquistadas
Os atletas belgas conseguiram uma única medalha na competição, de prata, terminando assim na 24º colocação entre os países participantes.
| Medalha | Nome                  | Esporte      | Evento           | Data   |
| ------- | --------------------- | ------------ | ---------------- | ------ |
| Prata   | Dries Van Den Broecke | Esqui alpino | Slalom masculino | 21 Jan |